# IC 3014
IC 3014 ist eine Balken-Spiralgalaxie vom Hubble-Typ SBbc im Sternbild Jagdhunde am Nordsternhimmel. Sie ist schätzungsweise 284 Millionen Lichtjahre von der Milchstraße entfernt.
Entdeckt wurde das Objekt am 12. Juni 1896 von Stéphane Javelle.